# Diocesi di Charkiv-Zaporižžja
La diocesi di Charkiv-Zaporižžja (in latino Dioecesis Kharkiviensis-Zaporizhiensis) è una sede della Chiesa cattolica in Ucraina suffraganea dell'arcidiocesi di Leopoli. Nel 2021 contava 47.680 battezzati su 15.442.590 abitanti. È retta dal vescovo Pavlo Hončaruk.

## Territorio
La diocesi comprende le oblast' di Donec'k, Charkiv, Dnipropetrovs'k, Luhans'k, Poltava, Sumy e Zaporižžja.
Sede vescovile è la città di Charkiv, dove si trova la cattedrale dell'Assunzione di Maria. A Zaporižžja si trova la concattedrale dedicata a Dio Padre Misericordioso.
Il territorio è suddiviso in 54 parrocchie, raggruppate in 7 decanati.

## Storia
La diocesi è stata eretta il 4 maggio 2002 con la bolla Ad plenius prospiciendum di papa Giovanni Paolo II, ricavandone il territorio dalle diocesi di Kam"janec'-Podil's'kyj e di Kiev-Žytomyr.

## Cronotassi dei vescovi
Si omettono i periodi di sede vacante non superiori ai 2 anni o non storicamente accertati.
- Stanislaw Padewski, O.F.M.Cap. † (4 maggio 2002 - 19 marzo 2009 ritirato)
- Marian Buczek (19 marzo 2009 succeduto - 12 aprile 2014 dimesso)
- Stanislav Šyrokoradjuk, O.F.M. (12 aprile 2014 - 2 febbraio 2019 nominato vescovo coadiutore di Odessa-Sinferopoli)
- Pavlo Hončaruk, dal 6 gennaio 2020

## Statistiche
La diocesi nel 2021 su una popolazione di 15.442.590 persone contava 47.680 battezzati, corrispondenti allo 0,3% del totale.
| anno | popolazione | popolazione | popolazione | presbiteri | presbiteri | presbiteri | presbiteri                | diaconi | religiosi | religiosi | parrocchie |
| anno | battezzati  | totale      | %           | numero     | secolari   | regolari   | battezzati per presbitero | diaconi | uomini    | donne     | parrocchie |
| ---- | ----------- | ----------- | ----------- | ---------- | ---------- | ---------- | ------------------------- | ------- | --------- | --------- | ---------- |
| 2003 | 60.000      | 19.082.600  | 0,3         | 31         | 9          | 22         | 1.935                     |         | 27        | 43        | 35         |
| 2004 | 70.000      | 19.082.100  | 0,4         | 30         | 6          | 24         | 2.333                     |         | 33        | 46        | 40         |
| 2006 | 61.200      | 19.561.190  | 0,3         | 40         | 8          | 32         | 1.530                     |         | 53        | 61        | 53         |
| 2013 | 40.000      | 18.090.000  | 0,2         | 63         | 23         | 40         | 634                       |         | 48        | 48        | 51         |
| 2016 | 47.000      | 15.775.000  | 0,3         | 49         | 19         | 30         | 959                       |         | 39        | 46        | 54         |
| 2019 | 48.430      | 15.621.350  | 0,3         | 49         | 20         | 29         | 988                       |         | 37        | 43        | 54         |
| 2021 | 47.680      | 15.442.590  | 0,3         | 48         | 19         | 29         | 993                       | 2       | 35        | 52        | 54         |